# Publio Cornelio Scipione Nasica Serapione (console 111 a.C.)
Publio Cornelio Scipione Nasica Serapione (in latino Publius Cornelius Scipio Nasica Serapio, in greco antico Πόπλιος Κορνήλιος Σκιπίων Νασικάς Σεραπίων) (fl. II secolo a.C.) è stato un politico romano.

## Biografia
Figlio del console e pontefice massimo Publio Cornelio Scipione Nasica Serapione, fu eletto console nel 111 a.C. con Lucio Calpurnio Bestia. Ma mentre quest'ultimo fu inviato in Numidia a combattere contro Giugurta, Scipione Nasica Serapione rimase in Italia.